# Staša Špur
Staša Špur (* 4. Oktober 1988 in Satahovci, Murska Sobota, Region Prekmurje) ist eine slowenische Fußballschiedsrichterassistentin.
Seit 2016 steht Špur auf der Liste der FIFA-Schiedsrichter und leitet internationale Fußballspiele.
Ihren ersten größeren internationalen Einsatz hatte sie bei der U-19-Europameisterschaft 2017 in Nordirland. In der Saison 2018/19 wurde sie erstmals bei einem Spiel in der Women’s Champions League eingesetzt. Im Oktober 2020 war sie die erste Schiedsrichterassistentin bei Spielen in der ersten slowenischen Herren-Liga.
Špur war Schiedsrichterassistentin bei der Europameisterschaft 2022 in England. Im Schiedsrichtergespann von Ivana Martinčić kam sie bei zwei Gruppenspielen und einer Viertelfinalbegegnung zum Einsatz. Außerdem war sie während der europäischen Qualifikationsrunden für die Weltmeisterschaften 2019 und 2023 im Einsatz.
Darüber hinaus wurde sie gemeinsam mit Ivana Martinčić und Maja Petravić für die U-20-Weltmeisterschaft 2024 in Kolumbien nominiert, mit denen sie gemeinsam bei dieser insgesamt drei Spiele geleitet hat, darunter ein Gruppenspiel, ein Achtelfinale und das Halbfinale zwischen den USA und Nordkorea (0:1). 